# Walinsel
Die Walinsel ist eine kleine Insel im Archipel der Südlichen Shetlandinseln. Sie liegt der Fildes-Halbinsel vorgelagert westlich von King George Island. Südlich der Walinsel befindet sich die Walbucht und westlich das um ein Mehrfaches größere Square End Island. Die Insel liegt somit im argentinischen, britischen und chilenischen Antarktisterritorium. Diese Gebietsansprüche ruhen jedoch seit Unterzeichnung des Antarktisvertrags 1961.
1984 wurde die Insel durch eine deutsche Expedition von Wissenschaftlern der Universitäten Heidelberg, Karlsruhe und Berlin kartiert und benannt.